# Indigo la End
indigo la End je japonská rocková skupina vedená zpěvákem a skladatelem Enonem Kawatanim. Své debutové EP vydala v roce 2012 pod záštitou nezávislé nahrávací společnosti Space Shower Music. Později přešla k vydavatelství Unborde.

## Historie
Kapela byla poprvé zformována v dubnu 2009; po změně sestavy plně zahájila aktivity v únoru 2010. Baskytarista z původní sestavy E ni naranai kačó kapelu opustil v červenci roku 2011 a v lednu následujícího roku jej nahradila baskytaristka Mariko Wada. V dubnu 2012 vydali své debutové EP Sajónara, subarašii sekai. V červnu téhož roku Mariko Wada skupinu opustila. V září vydali druhé EP, Nagisa nite.
První studiové album, Joru ni mahó o kakerarete, vydali v únoru 2013. O dva měsíce později debutoval frontman Enon Kawatani se svou druhou kapelou Gesu no kiwami otome a EP Doresu no nugikata. Jejím baskytaristou se stal bývalý baskytarista indigo la End E ni naranai kačó, nyní vystupující pod uměleckým jménem Kjúdžicu kačó. V prosinci obě skupiny uzavřely smlouvu s nahrávací společností Unborde spadající pod Warner Music Group. 2. dubna 2014 vydali indigo la End EP Ano mači rekódo; Gesu no kiwami otome ve stejný den vydali EP Minna nómaru.
Do konce roku 2014 vydali dva singly, Hitomi ni ucuranai a Sajonara beru. Po vystoupení na novoročním hudebním festivalu Countdown Japan 14/15 bubeník Júsuke Óta oznámil svůj odchod; jako důvod uvedl konflikt názorů na budoucnost kapely. Poslední album, na němž se podílel, bylo druhé studiové album Šiawase ga afuretara vydané v roce 2015.
V následujících měsících roku 2015 vydali singly Kanašiku naru mae ni a Šizuku ni koišite / Wasurete hanataba. V roce 2016 následoval singl Kokoro ame. V červenci roku 2016 vydali své třetí studiové album Aiiro mjúdžikku, které zároveň bylo druhým albem vydaným pod významnou nahrávací společností.
V roce 2017 byla jejich píseň Kane naku inoči použita jako ústřední melodie japonského televizního dramatu Boku wa Mari no naka; vydána byla v témže roce na čtvrtém studiovém albu Crying End Roll. 3. prosince 2017, k příležitosti narozenin frontmana Kawataniho, vydala kapela svůj první digitální singl s názvem Tója no madžikku. Druhý digitální singl, Haru no iu tóri, následoval v dubnu 2018. V červenci roku 2018 vydali páté studiové album PULSATE.
Šesté studiové album, Nurejuku šišósecu, vydali 9. října 2019.
Název kapely je odkazem na japonskou kapelu Spitz a její album Indigo čiheisen z roku 1996.

## Členové
- Enon Kawatani (川谷絵音, Kawatani Enon), rodným jménem Kenta Kawatani (川谷健太, Kawatani Kenta)[14] – vokály, kytara; hlavní skladatel a rovněž frontman skupiny Gesu no kiwami otome.
- Curtis Osada (長田カーティス, Osada Kátisu), rodným jménem Jošitaka Osada (長田佳孝, Osada Jošitaka)[14] – kytara
  - Rjósuke Gočó (後鳥亮介, Gočó Rjósuke) – baskytara; původně podpůrný člen, plnohodnotný člen od 10. srpna 2014.[15]
- Eitaró Sató (佐藤 栄太郎, Sató Eitaró) – bicí; původně podpůrný člen na turné Šiawase ga afuretara v roce 2015, plnohodnotný člen od 17. března 2015.[16]

### Bývalí členové
- Júsuke Óta (オオタユウスケ, 太田悠介, Óta Júsuke)[14] – bicí. Skupinu opustil v roce 2014 po nahrání alba Šiawase ga afuretara a odehrání vystoupení na festivalu Countdown Japan 14/15.
  - E ni naranai kačó (絵にならない課長, „Nezpodobnitelný manažer"), rodným jménem Masao Wada (和田理生, Wada Masao) – baskytara (2010–2011).[1][2] Mezi lety 2007–2009 byl členem kapely Aomune, kde vystupoval pod uměleckým jménem Waden (ワデン).[14][17][18] Od roku 2012 vystupuje pod jménem Kjúdžicu kačó (休日課長, „Víkendový manažer“) s Gesu no kiwami otome.
- Mariko Wada (和田茉莉子, Wada Mariko) – baskytara (leden–červen 2012). Během svého působení v indigo la End byla rovněž členkou skupin Boots on Avalanche a Far France a bývalou členkou skupiny Halt.[3]

## Diskografie

### Studiová alba
| Název                                            | Detaily | Nejvyšší pozice | Prodeje (JP) |
| Název                                            | Detaily | Oricon          | Prodeje (JP) |
| ------------------------------------------------ | --- | --------------- | ------------ |
| Joru ni mahó o kakerarete (夜に魔法をかけられて) | - Datum vydání: 6. února 2013 (JP) - Vydavatel: Space Shower - Formát: CD, digitální distribuce                   | 112             | 1,300        |
| Šiawase ga afuretara (幸せが溢れたら)            | - Datum vydání: 4. února 2015 (JP) - Vydavatel: Unborde - Formát: CD, digitální distribuce                        | 7               | 13,000       |
| Aiiro mjúdžikku (藍色ミュージック)               | - Datum vydání: 8. června 2016 (JP) - Vydavatel: Unborde - Formát: CD, digitální distribuce                       | 10              |              |
| Crying End Roll                                  | - Datum vydání: 12. července 2017 (JP) - Vydavatel: Unborde - Formát: CD, digitální                               | 10              |              |
| PULSATE                                          | - Datum vydání: 18. července 2018 (JP) - Vydavatel: Unborde - Formát: CD, digitální distribuce                    | 16              |              |
| Nurejuku šišósecu (濡れゆく私小説)               | - Datum vydání: 9. října 2019 (JP) - Vydavatel: Unborde - Formát: CD, digitální distribuce                        | 17              | 4,610        |
| Jakó himicu (夜行秘密)                           | - Datum vydání: 17. února 2021 (JP) - Vydavatel: Warner Music Japan - Formát: CD, digitální distribuce distribuce | 6               |              |

### EP
| Název                                                  | Detaily                                                                                             | Nejvyšší pozice | Prodeje (JP) |
| Název                                                  | Detaily                                                                                             | Oricon          | Prodeje (JP) |
| ------------------------------------------------------ | --------------------------------------------------------------------------------------------------- | --------------- | ------------ |
| Sayónara, subarašii sekai (さようなら、素晴らしい世界) | - Datum vydání: 11. dubna 2012 (JP) - Vydavatel: Space Shower - Formát: CD, digitální distribuce    | 169             | 600          |
| Nagisa nite (渚にて)                                   | - Datum vydání: September 5, 2012 (JP) - Vydavatel: Space Shower - Formát: CD, digitální distribuce | 167             | 500          |
| Ano mači rekódo (あの街レコード)                       | - Datum vydání: April 2, 2014 (JP) - Vydavatel: Unborde - Formát: CD, digitální distribuce          | 11              | 8,500        |

### Singly

#### Hlavní singly
| Název                                         | Rok  | Nejvyšší pozice na žebříčku | Nejvyšší pozice na žebříčku | Prodeje (JP) | Album                |
| Název                                         | Rok  | Oricon                      | Billboard Japan Hot 100     | Prodeje (JP) | Album                |
| --------------------------------------------- | ---- | --------------------------- | --------------------------- | ------------ | -------------------- |
| Hitomi ni ucuranai (瞳に映らない)             | 2014 | 19                          | 13                          | 6,000        | Šiawase ga afuretara |
| Sajonara beru (さよならベル)                  | 2014 | 24                          | 17                          | 6,000        | Šiawase ga afuretara |
| Kanašiku naru mae ni (悲しくなる前に)         | 2015 | 12                          | 26                          | 8,000        | Aiiro mjúdžikku      |
| Šizuku ni koišite (雫に恋して)                | 2015 | 16                          | 19                          | 6,000        | Aiiro mjúdžikku      |
| Wasurete hanataba (忘れて花束)                | 2015 | 16                          | —                           | 6,000        | Aiiro mjúdžikku      |
| Kokoro Ame (心雨)                             | 2016 | 18                          | 34                          | 4,000        | Aiiro mjúdžikku      |
| Tóya no madžikku (冬夜のマジック)             | 2017 | —                           | —                           |              | PULSATE              |
| Haru no iu tóri (ハルの言う通り)              | 2018 | —                           | —                           |              | PULSATE              |
| Hanikande šimatta nacu (はにかんでしまった夏) | 2019 | —                           | —                           |              | Nurejuku šišósecu    |
| Musubizama (結び様)                           | 2019 | —                           | —                           |              | Nurejuku šišósecu    |
| Čúrippu (チューリップ)                        | 2020 | —                           | —                           |              | Jakó himicu          |
| Joasari (夜漁り)                              | 2020 | —                           | —                           |              | Jakó himicu          |
| Jokaze to hajabusa (夜風とハヤブサ)           | 2020 | —                           | —                           |              | Jakó himicu          |
| Šion/Abakeane (紫苑/アバケアネ)               | 2020 | —                           | —                           |              | Jakó himicu          |
| Furarete mitanda jo (フラれてみたんだよ)      | 2020 | —                           | —                           |              | Jakó himicu          |

#### Spolupráce
| Název                            | Rok  | Nejvyšší pozice na žebříčku | Album                        |
| Název                            | Rok  | Billboard Japan Hot 100     | Album                        |
| -------------------------------- | ---- | --------------------------- | ---------------------------- |
| Feel (v edici Unborde All Stars) | 2016 | 53                          | Feel + Unborde Greatest Hits |

#### Propagační singly
| Název                           | Rok  | Nejvyšší pozice na žebříčku | Album                     |
| Název                           | Rok  | Billboard Japan Hot 100     | Album                     |
| ------------------------------- | ---- | --------------------------- | ------------------------- |
| Sweet Spider                    | 2013 | 31                          | Joru ni mahó o kakerarete |
| Jogiša wa haširu (夜汽車は走る) | 2015 | 51                          | Šiawase ga afuretara      |